# 上海大学附属嘉善实验学校
上海大学附属嘉善实验学校是一所位于浙江省嘉兴市嘉善县的公办九年一贯制学校。地块位于白水塘路南侧，亭桥南路西侧。由嘉善县人民政府与上海大学共同合作创办。于 2023 年正式启用。学校建设规模54个班，其中，初中30个班、小学24个班，可以为当地提供学位2000多个。